# Varga Gyula (színművész)
Varga Gyula (Püspökladány, 1930. május 18. – Miskolc, 2010. január 9.) Jászai Mari-díjas magyar színművész, a Miskolci Nemzeti Színház örökös tagja.

## Életpályája
A Mátravidéki Fémművekben dolgozott főmérnökként, majd a Színház- és Filmművészeti Főiskola elvégzése után 1954-ben a szolnoki Szigligeti Színháznál kezdte színészi pályáját. 1955-ben az egri Gárdonyi Géza Színházhoz szerződött, amelynek alapító tagja volt.
1959 óta volt a miskolci színház tagja, ahol 126 szerepben lépett fel. Miskolcon először Heltai Jenő A tündérlaki lányok című vígjátékában lépett színpadra. Rövid idő alatt a miskolci közönség kedvence lett. Pályafutása első szakaszában főleg táncoskomikus szerepeket játszott, később drámai szerepekben is sikerrel mutatkozott be. Utolsó szereplése 2002-ben Ken Kesey Száll a kakukk fészkére című regényének színpadi változatában (Kakukkfészek) volt.
Unokája Varga Lili színésznő.

## Főbb színpadi szerepei
- Miska, lovászlegény (Szirmai Albert: Mágnás Miska) Bemutató: 1965.május 20., rendezte: Orosz György
- Musztafa bej (Ábrahám Pál: Bál a Savoyban) Bemutató: 1990.október 30.), rendezte: Hegyi Árpád Jutocsa
- Švejk (Jaroslav Hašek: Švejk a hátországban) Bemutató: 1971. december 17., rendezte: Radványi Sándor
- Kakuk Marci (Tersánszky Józsi Jenő: Kakuk Marci) Bemutató: 1974. szeptember 20., rendezte: Nagy András László
- Frosch (ifj. Johann Strauss: A denevér) Bemutató: 1976: április 16.), rendezte: Bor József
- Menelaosz (Jacques Offenbach: Szép Heléna) Bemutató: 1977. május 13., rendezte: Bor József
- Firsz (Anton Pavlovics Csehov: Cseresznyéskert) Bemutató: 1973. január 26., rendezte: Illés István
- Dorn, orvos (Anton Pavlovics Csehov: Sirály) Bemutató: 1975. március 21., rendezte: Illés István
- Poiret (Jacobi Viktor: Sybill) Bemutató: 1960. december 02., rendezte: Szilágyi Albert
- Beppo (Heltai Jenő: A néma levente) Bemutató: 1962. május 4., rendezte: Léner Péter
- Zsupán (Kálmán Imre: Marica grófnő) Bemutató: 1993. december 17, rendezte: Schlanger András
- Gyuri, pincér (Szigligeti Ede: Liliomfi)
- Kurrah (Vörösmarty Mihály: Csongor és Tünde)
- Rosencrantz (William Shakespeare: Hamlet) Bemutató: 1972. december 15., rendezte: Szirtes Tamás
- Pista (Heltai Jenő: (A tündérlaki lányok) Bemutató: 1959. szeptember 16., rendezte: Szilágyi Albert
- Nemes Keszeg András (William Shakespeare: Vízkereszt, vagy amit akartok) Bemutató: 1960. március 3., rendezte: Orosz György
- György (Abay Pál: Szeress belém) Bemutató: 1961. szeptember 20., rendezte: Gyuricza Ottó
- Rodolfo (Arthur Miller: Pillantás a hídról) Bemutató: 1961. május 12., rendezte: Horvai István
- Tyelegin, elszegényedett földbirtokos (Anton Pavlovics Csehov: Ványa bácsi) Bemutató: 1962. december 23., rendezte: Horvai István
- Szalay, nyugalmazott mérnök (Barta Lajos: Szerelem) Bemutató: 1974. április 12., rendezte: Jurka László
- Megyeri Károly (Szilágyi László-Hajdú Júlia-Szász Károly: Levendula) Bemutató: 1973. december 30),   rendezte: Hegedűs László
- Pietro (Franz von Suppé: Boccaccio) Bemutató: 1975  október 3., rendezte: Bor József
- Valto, börtönszökevény (Tauno Yllruusi: Börtönkarrier) Bemutató: 1975. december 12., rendezte: Verebes István
- Burkus, Burkisztán királya (Benedek András: A garabonciás) Bemutató: 1976: október 26., rendezte: Sallós Gábor
- Emille Massenay  (Georges Feydeau: Ki mint veti ágyát) Bemutató: 1977. január 21., rendezte: Verebes István
- XIII. Svakim Joachim (Oscar Straus: Varázskeringő) Bemutató: 1977. október 7., rendezte: Bor József
- Giacomo Campo Forte de la Signirica (Miroslav Horníček: Két férfi sakkban) Bemutató: 1977. december 20., rendezte: Sallós Gábor
- Szorin (Anton Pavlovics Csehov: Sirály) Bemutató: 1991. február 15., rendezte: Árkosi Árpád

## Filmszerepei
- Ifjú szívvel (1953) − Kasznár
- Kiskrajcár (1953) (a csetepatéba torkolló táncmulatságon az egyik táncoló férfi, szövege nincs, epizód szerep)
- Pesti háztetők (1961)
- A tűz balladája (1972, tévéfilm) − I. falusi
- Utánam, srácok! (1975) − a Kohászati Művek igazgatója (4. részben)
- Kísértet Lublón (1976)
- Fejezetek a Rákóczi-szabadságharcból 1-3. (1976)
- Woyzeck (1994)

## Szinkronszerepei
| Év   | Cím           | Szereplő     | Színész          | Szinkron év |
| ---- | ------------- | ------------ | ---------------- | ----------- |
| 1945 | Kék rapszódia | Ira Gershwin | Herbert Rudley   | 1972        |
| 1961 | Ítélet után   | Mazur        | Gérard Blain     | 1965        |
| 1963 | Carmen 63     | Antonio      | Jacques Charrier | 1965        |

## Elismerései
- Jászai Mari-díj (1965)
- Déryné-gyűrű (1977)
- Déryné színházi díj (2000)